# Ute Osterkamp
Ute Osterkamp, Ehename Ute Holzkamp-Osterkamp, (* 1935) ist eine deutsche Psychologin. Sie war wissenschaftliche Mitarbeiterin am Psychologischen Institut der Freien Universität Berlin und lebt heute pensioniert in Berlin-Lichterfelde.

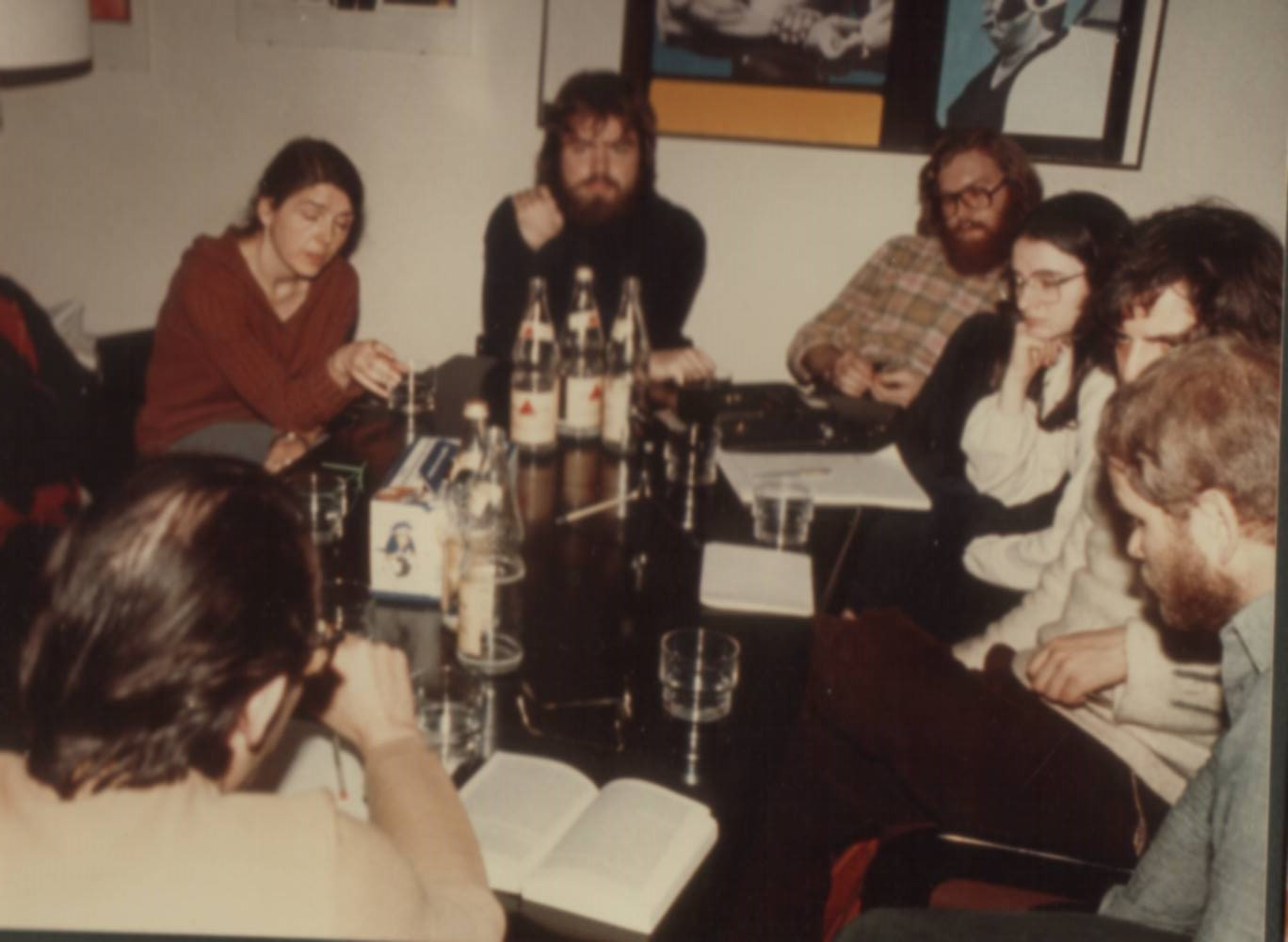
Gastgeber Ute Osterkamp (links hinten), Klaus Holzkamp (vorn links) und Manfred Günther (vorn rechts) im Diskurs mit Psychologen aus Aarhus, Berlin 1979

## Leben und Wirken
Ute Osterkamp gehörte in den 1970er und 1980er Jahren zur Gruppe der Psychologen um ihren Ehemann Klaus Holzkamp, die die Kritische Psychologie entwickelte. Ihr Schwerpunkt war die (kritische) Motivationspsychologie.
Im Auftrag des Berliner Instituts für Kritische Theorie gibt Ute Osterkamp zusammen mit Wolfgang Maiers und Frigga Haug die Klaus-Holzkamp-Werkausgabe im Argument-Verlag heraus. Zeitweilig war sie Mitherausgeberin der Blätter für deutsche und internationale Politik.

## Schriften (Auswahl)
- Grundlagen der psychologischen Motivationsforschung. Band 1, Campus, Frankfurt am Main / New York 1975, ISBN 3-593-32520-1.
- Grundlagen der psychologischen Motivationsforschung. Band 2, Campus, Frankfurt am Main / New York 1976, ISBN 3-593-32521-7.
- Rassismus als Selbstentmächtigung. Argument, Hamburg 1996, ISBN 3-88619-244-X.
- mit Ulla Lindemann und Petra Wagner: Subjektwissenschaft vom Außenstandpunkt? Antwort auf Barbara Fried. In: Forum Kritische Psychologie. 44, 2002, ISBN 3-88619-782-4, S. 152–176.